# Jacqueline Aguilera Marcano
Jacqueline Maria Aguilera Marcano (ur. 17 listopada 1976 w Valencii) – Wenezuelka, która jako piąta zdobyła tytuł Miss World w 1995 roku.
Aguilera reprezentując Nueva Esparta na Miss Wenezuela została 1. vicemiss Wenezueli (wyprzedziła ją tylko Alicia Machado, która została Miss Universe w 1996)